# 13681 Monty Python
Asteroid 13681 Monty Python, was được phát hiện ngày the 7 tháng 8 năm 1997 bởi Miloš Tichý và Zdeněk Moravec ở Đài thiên văn Kleť gần České Budějovice, Cộng hòa Séc. It has a period of 5 năm, 61 days.
Nó được đặt theo tên the British television show Monty Python's Flying Circus.